# Marie-Thérèse Toyi
Marie-Thérèse Toyi, đến từ Burundi, là thành viên của Quốc hội Liên minh châu Phi.